# Comitato Paralimpico Europeo
Il Comitato Paralimpico Europeo (in lingua inglese European Paralympic Committee ed in lingua francese Comité Paralympique Européen) è un'organizzazione che raggruppa i comitati paralimpici dell'Europa. Fa parte del Comitato Paralimpico Internazionale.

## Membri
| Stato                | Comitato                                        | Nome ufficiale |
| -------------------- | ----------------------------------------------- | --- |
| Andorra              | Comitato paralimpico andorrano                  | (CA) Federació Andorrana d'Esports Adaptats                                                                                                |
| Armenia              | Comitato paralimpico armeno                     | (HY) Հայ Պարալիմպիկ հանձնաժողով |
| Austria              | Comitato paralimpico austriaco                  | (DE) Österreichisches Paralympisches Com                                                                                                   |
| Azerbaigian          | Comitato paralimpico azero                      | (AZ) Azərbaycan Paralimpiya Komitəsi |
| Belgio               | Comitato paralimpico belga                      | (NL) Belgisch Paralympisch Comité |
| Bielorussia          | Comitato paralimpico bielorusso                 | (BE) Беларускі паралімпійскі камітэт |
| Bosnia ed Erzegovina | Comitato paralimpico bosniaco                   | (BS) Bosanski paraolimpijski komitet |
| Bulgaria             | Comitato paralimpico bulgaro                    | (BG) Български параолимпийски комитет |
| Cipro                | Comitato paralimpico cipriota                   | (EL) Κυπριακή Εθνική Παραολυμπιακή Επιτροπή                                                                                                |
| Croazia              | Comitato paralimpico croato                     | (HR) Hrvatski paraolimpijski odbor |
| Danimarca            | Comitato paralimpico danese                     | (DA) Dansk Paralympisk Komité |
| Estonia              | Comitato paralimpico estone                     | (ET) Eesti Paraolümpiakomitee |
| Fær Øer              | Comitato paralimpico faroese                    | (FO) Ítróttasambandið fyri brekað |
| Finlandia            | Comitato paralimpico finlandese                 | (FI) Suomen Paralympiakomitea |
| Francia              | Comitato paralimpico francese                   | (FR) Comité Paralympique et Sportif Français                                                                                               |
| Georgia              | Comitato paralimpico georgiano                  | (KA) საქართველოს პარალიმპიური კომიტეტი |
| Germania             | Comitato paralimpico tedesco                    | (DE) Deutsche Behindertensportverband |
| Grecia               | Comitato paralimpico greco                      | (EL) Ελληνική Παραολυμπιακή Επιτροπή |
| Irlanda              | Comitato paralimpico irlandese                  | (GA) Coiste Parailimpeach na hÉireann (EN) Paralympic Council of Ireland                                                                   |
| Islanda              | Comitato paralimpico islandese                  | (IS) Ólympíumót fatlaðra |
| Israele              | Comitato paralimpico israeliano                 | (HE) הוועדה הפראלימפית הישראלית |
| Italia               | Comitato paralimpico italiano                   | (IT) Comitato Italiano Paralimpico |
| Kosovo               | Comitato paralimpico del Kosovo                 | (SQ) Komiteti Paralimpik Kosovës (SR) Параолимпијски комитет Косова                                                                        |
| Lettonia             | Comitato paralimpico lettone                    | (LV) Latvijas Paralimpiskā komiteja |
| Liechtenstein        | Comitato paralimpico del Liechtenstein          | (DE) Liechtensteiner Behinderten Verband                                                                                                   |
| Lituania             | Comitato paralimpico lituano                    | (LT) Lietuvos parolimpinis komitetas |
| Lussemburgo          | Comitato paralimpico lussemburghese             | (LB) Lëtzebuerger Paralympesche Comité |
| Macedonia del Nord   | Comitato paralimpico della Macedonia del Nord   | (MK) Македонски параолимписки комитет |
| Malta                | Comitato paralimpico maltese                    | (EN) Malta Paralympic Committee (MT) Kumitat Paralimpiku Malti                                                                             |
| Moldavia             | Comitato paralimpico moldavo                    | (RO) Comitetul Paralimpic din Moldova |
| Montenegro           | Comitato paralimpico montenegrino               | (SR, CNR) Параолимпијски комитет Црне Горе                                                                                                 |
| Paesi Bassi          | Comitato olimpico e paralimpico dei Paesi Bassi | (NL) Nederlands Olympisch Comité / Nederlandse Sport Federatie                                                                             |
| Norvegia             | Comitato olimpico e paralimpico norvegese       | (NO, NB) Norges idrettsforbund og olympiske og paralympiske komité                                                                         |
| Polonia              | Comitato paralimpico polacco                    | (PL) Polski Komitet Paraolimpijski |
| Portogallo           | Comitato paralimpico portoghese                 | (PT) Comité Paraolímpico Português |
| Regno Unito          | Comitato paralimpico britannico                 | (EN) British Paralympic Association |
| Rep. Ceca            | Comitato paralimpico ceco                       | (CS) Český paralympijský výbor |
| Russia               | Comitato paralimpico russo                      | (RU) Паралимпийский комитет России |
| San Marino           | Comitato paralimpico sammarinese                | (IT) Comitato Paralimpico Sammarinese |
| Serbia               | Comitato paralimpico serbo                      | (SR) Параолимпијски комитет Србије |
| Slovacchia           | Comitato paralimpico slovacco                   | (SK) Slovenský paralympijský výbor |
| Slovenia             | Comitato paralimpico sloveno                    | (SL) Slovenski paraolimpijski odbor |
| Spagna               | Comitato paralimpico spagnolo                   | (ES) Comité Paralímpico Español |
| Svezia               | Comitato paralimpico svedese                    | (SV) Svenska parasportförbundet - Svenska handikappidrottsförbundet - Svenska handikappidrottsförbundet och Sveriges paralympiska kommitté |
| Svizzera             | Comitato paralimpico svizzero                   | (DE) Schweizerische Paralympische Komitee (FR) Comité paralympique suisse (RM) Comitati Paralimpica Svizra                                 |
| Turchia              | Comitato paralimpico turco                      | (TR) Türkiye Milli Paralimpik Komitesi |
| Ucraina              | Comitato paralimpico ucraino                    | (UK) Український паралімпійський комітет                                                                                                   |
| Ungheria             | Comitato paralimpico ungherese                  | (HU) Magyar Paralimpiai Bizottság |